# Pachyodynerus brevithorax
Pachyodynerus brevithorax är en stekelart. Pachyodynerus brevithorax ingår i släktet Pachyodynerus och familjen Eumenidae. Utöver nominatformen finns också underarten P. b. kühlhorni.